# Liste von Persönlichkeiten der Stadt Dippoldiswalde

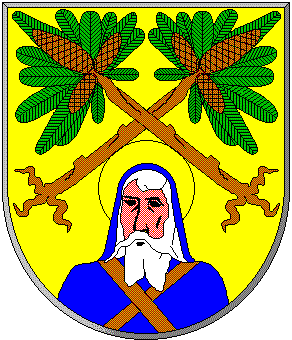
Wappen der Stadt Dippoldiswalde

Die Liste der Persönlichkeiten der Stadt Dippoldiswalde enthält Personen, die in der Geschichte der sächsischen Stadt Dippoldiswalde eine nachhaltige Rolle gespielt haben. Es handelt sich dabei um Persönlichkeiten, denen die Ehrenbürgerschaft verliehen wurde, die hier geboren sind oder hier gewirkt haben.
Für die Persönlichkeiten aus den nach Dippoldiswalde eingemeindeten Ortschaften siehe auch die entsprechenden Ortsartikel.

## Ehrenbürger
- 1855: Stadtrichter Haase
- 1878: Ratsmann Fischer
- 1895: Otto von Bismarck (1815–1898), Reichskanzler
- 1916: Oberkirchenrat Hempel, Vater von Johannes Hempel
- 1918: Konrad Knebel, Oberlehrer und Heimatforscher
- 2001: Erhard Unger, Heimatforscher
- 2005: Dietrich Haselwander, Präsident des Verbandes der Sächsischen Metall- und Elektroindustrie (VSME)
- 2007: Horst Bellmann (* 19. September 1938; † 6. September 2012), Bürgermeister der Stadt Dippoldiswalde i. R.
- 2009: Günter Groß (* 1938), Ingenieur und Museumsdirektor i. R.[1]

## Söhne und Töchter der Stadt
Die folgenden Personen sind in Dippoldiswalde oder den heutigen Ortsteilen der Stadt geboren. Ob sie ihren späteren Wirkungskreis in Dippoldiswalde hatten oder nicht, ist dabei unerheblich.

### Persönlichkeiten der Frühen Neuzeit
- Johann VIII. von Maltitz (um 1492–1549), Bischof von Meißen
- Matthäus Judex, geb. Richter (1528–1564), lutherischer Theologe und Reformator
- Martin Schlegel (1581–1640), evangelischer Theologe
- Jacob Lossius (1596–1663), lutherischer Theologe
- Esaias Hickmann (1638–1691), Komponist und Jurist
- Johann Georg Ehrlich (* 1676 im Ortsteil Hennersdorf; † 1743), Kaufmann und Ratsherr in Dresden und Stifter des nach ihm benannten Ehrlichschen Gestifts
- Gottwald Adolph von Nostitz (1691–1770), Generalleutnant, geboren in Reichstädt
- Johann Friedrich Klotzsch (1726–1789), Stadtschreiber, Bergbeamter, Historiker

### Persönlichkeiten des 19. Jahrhunderts
- Karl Gottfried Kelle (1770–1843), evangelischer Theologe, Pfarrer und Autor
- Rudolf Sigismund Blochmann (1784–1871), Mechaniker, Unternehmer; geboren in Reichstädt
- Karl Justus Blochmann (1786–1855), Pädagoge; geboren in Reichstädt
- Heinrich August Blochmann (1787–1851), Landwirt, Autor mehrerer Fachbücher, Kommissionsrat und Agrarreformer, geboren in Reichstädt
- Friedrich Samuel Gerstäcker (1788–1825), Opernsänger (Tenor), geboren in Schmiedeberg
- Carl Friedrich Gotthelf Baumfelder (1798–1865), sächsischer Schulreformer, Pädagoge und Gründer der Lehrervereinsbewegung
- Ernst Ludwig Maukisch (1805–1865), Jurist und Politiker, MdL, Mitglied der Frankfurter Nationalversammlung; geboren in Ulberndorf
- Hermann Adolph Klinger (1806–1874), Bürgermeister von Leipzig, Freund Robert Blums; geboren in Reichstädt
- Ferdinand Querner (1816–1880), Spinnereibesitzer, MdL, Politiker; geboren in Seifersdorf
- Adolph Moritz Jungnickel (1817–1895), liberaler Politiker, Mitglied des Sächsischen Landtages, geboren in Reinholdshain
- Ferdinand Maximilian Germann (1823–1881), Pfarrer und Autor, Cranach-Forscher, geboren in Schmiedeberg
- Wolfgang Moritz Vogelgesang (1826–1888), Montanist, Geologe, Kurator und Gymnasialprofessor
- Wilhelm August Gersdorf (1827–unbekannt), Autor, Chronist von Crimmitschau
- Ephraim Oskar Taube (1829–1888), Reichsgerichtsrat
- Hans von Nostitz-Drzewiecki (1837–1903), Generalleutnant
- Minna Reichelt (1842–1906), Diakonisse, Lehrerin und Journalistin, geboren in Schmiedeberg
- Ernst Stahl (1846–1924), Musiker, Komponist, Kantor und Dirigent, geboren in Schmiedeberg
- Hermine Möbius, geb. Nadler (1850–1920), Schriftstellerin[2]
- Johannes Schmidt (1850–1894), Philologe und Epigraphiker, geboren in Schmiedeberg
- Konrad Knebel (1856–1933), Lehrer, Historiker

### Persönlichkeiten des 20. Jahrhunderts
- Martin Klimmer (1873–1943), Veterinärmediziner und Hochschullehrer an der Universität Leipzig
- Emil Lohse (1885–1949), Pädagoge, Kunsthistoriker, Volkskundler, Museumsleiter, Zeichner, Maler und Scherenschnittkünstler, geboren in Schmiedeberg
- Kurt Herschel (1896–1979), Illustrator und Pflanzen- und Tierfotograf, geboren in Schmiedeberg
- Alfred Hesse (1904–1988), Maler, Grafiker und Wandgestalter, Mitglied Künstlergruppe „Das Ufer – Gruppe 1947 Dresdner Künstler“, ab 1957 Dozent für Wandmalerei an der Hochschule für Bildende Künste Dresden, 1965 bis 1970 Professor für Wandmalerei, geboren in Schmiedeberg
- Richard Delang (1906–nach 1942), NS-Parteifunktionär, Kreisleiter in Pommern und im Warthegau, geboren in Reichstädt
- Artur Grimmer (1906–1982), Widerstandskämpfer, Grafiker und Karikaturist, geboren in Schmiedeberg
- Rudolf Grimmer (1908–1974), kommunistischer Widerstandskämpfer, Landrat des Kreises Dippoldiswalde, geboren in Schmiedeberg
- Emil Johannes Kühne (1910–1961), Kalligraph und Typograph, geboren in Schmiedeberg
- Hermann Rentzsch (1913–1978), Generalmajor der Kasernierten Volkspolizei und der NVA, stellvertretender Minister für Schwermaschinen- und Anlagenbau der DDR, geboren in Schmiedeberg
- Fritz Däbritz (1919–1985), Theaterwissenschaftler, geboren in Reichstädt
- Heinz Zickler (1920–2023), klassischer Trompeter, Organist und Kirchenmusiker, geboren in Naundorf
- Gottfried Schmiedel (1920–1987), Musikkritiker und Publizist, geboren in Schmiedeberg
- Herbert Donner (1930–2016), evangelischer Theologe, geboren in Reichstädt
- Konrad Schönfeld (* 1932), Grafiker und Gebrauchsgrafiker
- Klaus Röhrborn (* 1938), Orientalist und Turkologe
- Ernst Salewski (* 1939), Kirchenmusiker und Komponist, geboren in Reichstädt
- Klaus der Geiger, geb. Klaus von Wrochem (* 1940), Musiker und Liedermacher
- Ulrich von Wrochem (* 1944), Bratschist
- Günter Bartnik (1949–2023), Biathlet
- Michael Schünke (* 1950), Arzt, Anatom und emeritierter Hochschullehrer
- Petra Gorr (* 1955), Schauspielerin
- Achim Zimmermann (* 1958), Dirigent
- Olaf Stoy (* 1959), Porzellankünstler und Autor
- Jens Steinigen (* 1966), Biathlet
- Diana Sartor (* 1970), Skeletonfahrerin, wurde 2004 Europameisterin und Weltmeisterin im Skeleton

### Persönlichkeiten des 21. Jahrhunderts
- Paul Schmidt-Hellinger (* 1985), Langstrecken- und Ultraläufer
- Tina Bachmann (* 1986), Biathletin, geboren in Schmiedeberg
- Susann König (* 1987), ehemalige Biathletin
- Sophie Schellenberger (* 1987), Volleyballspielerin
- Kathrin Mühlbach (* 1992), Tischtennisspielerin, 2010 Deutsche Meisterin im Doppel
- Justus Strelow (* 1996), Biathlet
- Steffi Kuhn (* 1996), Volleyballspielerin
- Franz Ufer (* 1996), Filmproduzent
- Jessica Tiebel (* 1998), Rennrodlerin

## Persönlichkeiten mit Bezug zur Stadt
- Jorge Moler (1508–1534), Ratsherr von Dippoldiswalde sowie Altarbildschnitzer und Maler
- Georg Wiegner (1607–1689), Jurist und Bürgermeister von Dresden
- Christian Schwartz (1645–1684), kurfürstlich-sächsischer Vizeweinmeister sowie vornehmer Bürger und Maler in der Residenzstadt Dresden, starb in Reichstädt
- Johann Conrad Knauth (1662–1732), kursächsischer Historiker und Rektor der Kreuzschule in Dresden, wuchs in Dippoldiswalde als Pfarrersohn auf
- Karl Traugott Stöckel (1804–1881), Orgelbauer, betrieb eine Orgelbauwerkstatt in Dippoldiswalde
- Ernst Steyer (1842–1900), Gutsbesitzer in Reinholdshain, konservativer Politiker, MdL
- Maximilian Mehnert (1861–1941), Politiker, von 1915 bis 1918 Mitglied des Sächsischen Landtags
- Erwin Pollack (1863–1915), klassischer Philologe und Gymnasiallehrer, aufgewachsen in Dippoldiswalde
- Karl Brück (1869–1945), Generalmajor der Reichswehr, starb in Dippoldiswalde
- Max Lossow, von 1898 bis 1903 Amtshauptmann in Dippoldiswalde
- Leonhard Adelt (1881–1945), Buchhändler, Schriftsteller und Journalist, starb in Dippoldiswalde an Verletzungen, die er beim Luftangriff auf Dresden erlitten hatte
- Adolf Arnhold (1884–1950), deutsch-brasilianischer Bankier, lebte bis zur Emigration aus dem Deutschen Reich im Jahre 1936 auf dem Rittergut Berreuth
- Willy Jahn (1898–1973), Maler und Grafiker, dessen Werke zur Sammlung des Lohgerber-, Stadt- und Kreismuseum Dippoldiswalde gehören
- Richard Delang († nach 1942), Parteifunktionär (NSDAP), Kreisleiter und Fraktionsführer in Dippoldiswalde
- Hans Georg Freund (1905–1942), Politiker (NSDAP), Mitglied des Reichstages, ab 1935 Kreisleiter der NSDAP in Dippoldiswalde
- Egon Körner (1908–1986), Architekt, baute von 1957 bis 1959 die katholische Kirche St. Konrad in Dippoldiswalde
- Werner Richter (1918–2004), Radrennfahrer, arbeitete in den 1930er Jahren in Dippoldiswalde
- Günther Witteck (* 1928), Politiker (SED), Vorsitzender des Rates des Bezirkes Dresden, von 1947 bis 1948 FDJ-Funktionär, zuletzt Zweiter Sekretär der FDJ-Kreisleitung Dippoldiswalde
- Georg Weinhold (1934–2013), Weihbischof im Bistum Dresden-Meißen, erster Weihbischof des Bistums Meißen seit der Reformation, ab 1968 Pfarrvikar und ab 1971 Pfarrer in Dippoldiswalde
- Eberhard Wolf (1938–2023), akademischer Zeichner und Bildhauer, aufgewachsen in Obercarsdorf
- Bernd Bankroth (1941–1991), Maler, Grafiker, Fotograf und Keramiker
- Bernd Greif (* 1943), Kommunalpolitiker (CDU), von 1990 bis 1994 Landrat des Kreises Dippoldiswalde und von 1994 bis 2008 Landrat des Weißeritzkreises
- Frank Schmidt (* 1943), Politiker (CDU), Mitglied der Volkskammer und MdB, ab 1987 Forschungsingenieur mit Lehrauftrag für Automatisierungstechniken an der Ingenieurschule für Lebensmittelindustrie in Dippoldiswalde
- Holker Lehmann (* 1957), Biathlet der DDR, wohnte in Dippoldiswalde
- Andrea Dombois (* 1958), Politikerin (CDU) und Vizepräsidentin des Sächsischen Landtages, von 1986 bis 1990 Kreisgeschäftsführerin der CDU Dippoldiswalde
- René Gerth (* 1972), ehemaliger Biathlet; wohnt heute in Dippoldiswalde
- Tom Barth (* 1990), Biathlet, startet für den TuS Dippoldiswalde 1992 e. V.
- Grit Otto (* 1990), Biathletin, startete für den TUS Dippoldiswalde 1992 e. V.